# Гандон, Ив
Ив Гандо́н (фр. Yves Gandon; 3 июня 1899, Блуа, Франция — 13 ноября 1975, Париж, Франция) — французский писатель.
Окончил литературный факультет Сорбонны. Дебютировал в 1922 году книгой стихов «Демон стиля» (фр. Le Démon du style).
В 1945 году опубликовал фантастический роман «Последний белый» (фр. Le dernier Blanc; английский перевод 1948), описывающий биологическую войну будущего с использованием ядовитого вещества, смертельного только для белой расы. В 1948 году получил Большую премию Французской академии за роман «Жиневра».
В 1957—1959 годах был президентом Общества французских литераторов, в 1959—1971 годах — французского отделения ПЕН-клуба. В 1965—1966 гг. безуспешно лоббировал избрание Мигеля Анхеля Астуриаса президентом всемирного ПЕНа (в противовес избранному в итоге Артуру Миллеру). В 1969—1975 годах был президентом Международной ассоциации литературных критиков (МАЛК).

## Интересные факты
В июле 2019 года к творчеству Ива Гандона было привлечено внимание украинских СМИ, поскольку Киевский апелляционный суд признал, что гражданин, назвавший Гандоном мэра города Тетиев Киевской области, мог при этом иметь в виду французского писателя.